# Унал Устель
Унал Устель (1955 , Пафос, Пафос ) — політик Північного Кіпру, прем'єр-міністр самопроголошенної республіки Північного Кіпру з 12 травня 2022.

Закінчив стоматологічний факультет Стамбульського університету.
По закінченню якого повернувся повернувся до Північного Кіпру і почав працювати приватно.
В 1991, 2003 і 2009 роках обирався до Республіканської асамблеї ТРПК як депутат Гірне від Партії національної єдності (UBP).
В 2003 році став віце-президентом парламенту.

Після виборів 2009 року він увійшов до комітету з правових і політичних питань Республіканської асамблеї ТРПК.

6 квітня 2011 року обійняв посаду міністра туризму та навколишнього середовища в уряді Кючука.

На парламентських виборах, що відбулися 7 січня 2018 року, був обраний депутатом UBP Kyrenia.
20 лютого 2021 був призначений міністром охорони здоров'я ТРПК .
12 травня 2022 року обійняв посаду прем'єр-міністра ТРПК .

Одружений, має двох дітей.